# Bilalama
Bilalama est un roi de la cité mésopotamienne d'Ešnunna. Il semble avoir été le contemporain de Su-ilišu dont les dates de règne se situent vers 1985-1974 av. J-C.